# Eshera
Eshera (en georgiano: ეშერა; en abjasio: Ешыра; en armenio: Էշերա) es un pueblo que pertenece a la parcialmente reconocida República de Abjasia, parte del distrito de Sujumi, aunque de iure pertenece al municipio de Sojumi de la República Autónoma de Abjasia de Georgia.

## Toponimia
En el pasado su nombre oficial era Kvemo Eshera (en georgiano: ქვემო ეშერა).

## Geografía
Eshera se encuentra a orillas del mar Negro, 6 km al oeste de Sujumi. Limita con Zemo Eshera en el norte y oeste; y con el pueblo de Gumista en el este. La línea de ferrocarril que conecta Sujumi con Rusia pasa por el pueblo.
Las aldeas de Gvandra, Kutishja y Shitskvara están bajo la administración del pueblo.

## Historia
Muchos monumentos antiguos se han conservado en el territorio de Eshera, los más importantes son los cromlechs en la frontera con Zemo Eshera y algún dolmen. Se ha supuesto la existencia de colonias griegas en las inmediaciones de Eshera por arqueólogos e historiadores. Además, en el pueblo se han encontrado muchos fragmentos de cerámica griega, que datan del siglo VI a. C.
A finales del siglo XIX, el famoso pintor de guerra ruso Vasili Vereshchaguin emigró a Abjasia e hizo construir su residencia de verano (dacha) en la cima de una de las colinas de Esztergom. Desde entonces, esta colina se llama Vereshchaginsky. Poco tiempo después llegaron familias de armenios en 1884 procedentes de la ciudad de Ordu y la provincia otomana de Samsun. 
En la década de 1940, se construyó un aeropuerto temporal en Eshera, que posteriormente se trasladó a Babushara en la década de 1960, donde pasó a llamarse aeropuerto de Sujumi-Babushara. Luego se construyó la Base Olímpica Central para representantes de la Unión Soviética de cuarenta deportes diferentes en el sitio del abolido aeropuerto. En ese momento, era el centro deportivo más grande de toda la URSS, equipado para su época con tecnología de punta. Aquí, los atletas olímpicos soviéticos se estaban preparando para los Juegos Olímpicos de 1980 en Moscú. Había cuatro campos de fútbol y otras instalaciones deportivas en la zona. El sanatorio Eshera del Ministerio de Defensa de la URSS también formaba parte de él.
Durante la era soviética, Eshera creció y también lo hizo la población. A la población local, formada por abjasios, armenios y griegos pónticos, se le añadieron inmigrantes georgianos. Eshera se convirtió en un centro turístico para turistas que pasan sus vacaciones junto al mar en Abjasia. Además, aquí se construyó una escuela secundaria armenia, una biblioteca, un centro cultural, un centro de salud, una estación de ferrocarril, plantas para la producción de aceite, harina y el servicio de maquinaria agrícola. También había una base de investigación de sismología secreta soviética con fines militares en Eshera.
Durante la guerra de Abjasia (1992-1993), la línea del frente a lo largo del río Gumista pasaba por el pueblo. Muchos edificios locales, incluidos los edificios y campos deportivos de la Base Olímpica Soviética y los hoteles, fueron completamente destruidos o gravemente dañados por los frecuentes bombardeos. Los edificios que sobrevivieron están abandonados y están con el hormigón desnudo, y aún no se ha implementado ningún plan diseñado para renovarlos. La población del pueblo huyó durante la guerra y luego solo un tercio regresó.

## Demografía
La evolución demográfica de Eshera entre 1886 y 2011 fue la siguiente:
| 135                                                 | 1257 | 2130 | 2141 |
| (Fuente: Population of Abkhazia since Soviet times) |      |      |      |

La población se ha mantenido estable a pesar de la guerra. Tanto en el pasado como hoy en día la mayoría de la población consiste en armenios, con una minoría de abjasios en la actualidad (en el pasado hubo minorías importantes de georgianos y rusos).
|              | 2011      | 2011       |
| Grupo étnico | Población | Porcentaje |
| ------------ | --------- | ---------- |
| Georgianos   | 41        | 1,9%       |
| Abjasios     | 876       | 40,9%      |
| Rusos        | 233       | 10,9%      |
| Ucranianos   | 26        | 1,2%       |
| Armenios     | 873       | 40,8%      |
| Griegos      | 13        | 0,6%       |
| Total        | 2141      | 100%       |

## Personas ilustres
- Vladislav Ardzinba (1945-2010): primer presidente de la de facto República de Abjasia.